# Oscarsgalan 1952
Oscarsgalan 1952 som hölls 20 mars 1952 var den 24:e upplagan av Oscarsgalan där det prestigefyllda amerikanska filmpriset Oscar delades ut till filmer som kom ut under 1951.

## Priskategorier

### Bästa film
Vinnare:
En amerikan i Paris - Arthur Freed
Övriga nominerade:
Förrädare - Anatole Litvak, Frank McCarthy
En plats i solen - George Stevens
Quo Vadis - Sam Zimbalist
Linje Lusta - Charles K. Feldman

### Bästa manliga huvudroll
Vinnare:
Afrikas drottning - Humphrey Bogart
Övriga nominerade:
Linje Lusta - Marlon Brando
En plats i solen - Montgomery Clift
Ny gryning - Arthur Kennedy
En handelsresandes död - Fredric March

### Bästa kvinnliga huvudroll
Vinnare:
Linje Lusta - Vivien Leigh (närvarade inte vid ceremonin)
Övriga nominerade:
Afrikas drottning - Katharine Hepburn
Polisstation 21 - Eleanor Parker
En plats i solen - Shelley Winters
Blå slöjan - Jane Wyman

### Bästa manliga biroll
Vinnare:
Linje Lusta - Karl Malden
Övriga nominerade:
Quo Vadis - Leo Genn
En handelsresandes död - Kevin McCarthy
Quo Vadis - Peter Ustinov
Sista varningen - Gig Young

### Bästa kvinnliga biroll
Vinnare:
Linje Lusta - Kim Hunter (närvarade inte vid ceremonin)
Övriga nominerade:
Blå slöjan - Joan Blondell
En handelsresandes död - Mildred Dunnock
Polisstation 21 - Lee Grant
Parningstid - Thelma Ritter

### Bästa regi
Vinnare:
En plats i solen - George Stevens
Övriga nominerade:
Afrikas drottning - John Huston
Linje Lusta - Elia Kazan
En amerikan i Paris - Vincente Minnelli
Polisstation 21 - William Wyler

### Bästa manus
Vinnare:
En plats i solen - Michael Wilson, Harry Brown
Övriga nominerade:
Afrikas drottning - James Agee, John Huston
Polisstation 21 - Philip Yordan, Robert Wyler
Kärlekens hus - Jacques Natanson, Max Ophüls
Linje Lusta - Tennessee Williams

### Bästa berättelse
Vinnare:
Ultimatum - Paul Dehn, James Bernard
Övriga nominerade:
Blod i sanden - Budd Boetticher, Ray Nazarro
Grodmännen - Oscar Millard
Här kommer brudgummen - Robert Riskin, Liam O'Brien
Teresa - Alfred Hayes, Stewart Stern

### Bästa berättelse och manus
Vinnare:
En amerikan i Paris - Alan Jay Lerner
Övriga nominerade:
Sensationen för dagen - Billy Wilder, Lesser Samuels, Walter Newman
David och Batseba - Philip Dunne
Mot okänt mål - Robert Pirosh
Flicka försvunnen - Clarence Greene, Russell Rouse

### Bästa foto (färg)
Vinnare:
En amerikan i Paris - Alfred Gilks, John Alton
Övriga nominerade:
David och Batseba - Leon Shamroy
Quo Vadis - Robert Surtees, William V. Skall
Teaterbåten - Charles Rosher
Flykten från jorden - John F. Seitz, W. Howard Greene

### Bästa foto (svartvitt)
Vinnare:
En plats i solen - William C. Mellor
Övriga nominerade:
En handelsresandes död - Franz Planer
Grodmännen - Norbert Brodine
Främlingar på tåg - Robert Burks
Linje Lusta - Harry Stradling Sr.

### Bästa scenografi (svartvitt)
Vinnare:
Linje Lusta - Richard Day, George James Hopkins
Övriga nominerade:
14 timmar - Lyle R. Wheeler, Leland Fuller, Thomas Little, Fred J. Rode
Farornas hus - Lyle R. Wheeler, John DeCuir, Thomas Little, Paul S. Fox
Kärlekens hus - Jean d'Eaubonne
För ung för kyssar - Cedric Gibbons, Paul Groesse, Edwin B. Willis, Jack D. Moore

### Bästa scenografi (färg)
Vinnare:
En amerikan i Paris - Cedric Gibbons, E. Preston Ames, Edwin B. Willis, F. Keogh Gleason
Övriga nominerade:
David och Batseba - Lyle R. Wheeler, George W. Davis, Thomas Little, Paul S. Fox
På Rivieran - Lyle R. Wheeler, Leland Fuller, Joseph C. Wright, Thomas Little, Walter M. Scott
Quo Vadis - William A. Horning, Cedric Gibbons, Edward C. Carfagno, Hugh Hunt
Hoffmans äventyr - Hein Heckroth

### Bästa kostym (svartvitt)
Vinnare:
En plats i solen - Edith Head
Övriga nominerade:
Ensam dam får besök - Walter Plunkett, Gile Steele
Skaffa mej en man - Charles Le Maire, Renié
Trashanken - Edward Stevenson, Margaret Furse
Linje Lusta - Lucinda Ballard

### Bästa kostym (färg)
Vinnare:
En amerikan i Paris - Orry-Kelly, Walter Plunkett, Irene Sharaff
Övriga nominerade:
David och Batseba - Charles Le Maire, Edward Stevenson
Caruso - storsångaren - Helen Rose, Gile Steele
Quo Vadis - Herschel McCoy
Hoffmans äventyr - Hein Heckroth

### Bästa ljud
Vinnare:
Caruso - storsångaren - Douglas Shearer (M-G-M)
Övriga nominerade:
Ny gryning - Leslie I. Carey (U-I)
Jag vill ha dig! - Gordon Sawyer (Goldwyn)
Linje Lusta - Nathan Levinson (Warner Bros.)
Biljett till Broadway - John Aalberg (RKO Radio)

### Bästa klippning
Vinnare:
En plats i solen - William Hornbeck
Övriga nominerade:
En amerikan i Paris - Adrienne Fazan
Förrädare - Dorothy Spencer
Quo Vadis - Ralph E. Winters
Flicka försvunnen - Chester W. Schaeffer

### Bästa specialeffekter
Flykten från jorden -  (Paramount)

### Bästa sång
Vinnare:
Här kommer brudgummen - Hoagy Carmichael (musik), Johnny Mercer (text) för "In the Cool, Cool, Cool of the Evening"
Övriga nominerade:
Jazzen går vidare - Bert Kalmar, Harry Ruby, Oscar Hammerstein II för "A Kiss to Build a Dream on"
Golden Girl - Lionel Newman (musik), Eliot Daniel (text) för "Never"
Kungligt bröllop - Burton Lane (musik), Alan Jay Lerner (text) för "Too Late Now"
Två ska man vara - Nicholas Brodszky (musik), Sammy Cahn (text) för "Wonder Why"

### Bästa filmmusik (musikal)
Vinnare:
En amerikan i Paris - Johnny Green, Saul Chaplin
Övriga nominerade:
Alice i Underlandet - Oliver Wallace
Caruso - storsångaren - Peter Herman Adler, Johnny Green
På Rivieran - Alfred Newman
Teaterbåten - Adolph Deutsch, Conrad Salinger

### Bästa filmmusik (drama eller komedi)
Vinnare:
En plats i solen - Franz Waxman
Övriga nominerade:
David och Batseba - Alfred Newman
En handelsresandes död - Alex North
Quo Vadis - Miklós Rózsa
Linje Lusta - Alex North

### Bästa kortfilm (tvåaktare)
Vinnare:
I vår Herres hage - Walt Disney
Övriga nominerade:
Balzac -  (Les Films du Compass)
Danger Under the Sea - Tom Mead

### Bästa kortfilm (enaktare)
Vinnare:
World of Kids - Robert Youngson
Övriga nominerade:
Grantland Rice Sportscope R-11-2: Ridin' the Rails - Jack Eaton
The Story of Time - Robert G. Leffingwell

### Bästa animerade kortfilm
Vinnare:
The Two Mouseketeers - Fred Quimby
Övriga nominerade:
Det fåraktiga lejonet - Walt Disney
Rooty Toot Toot - Stephen Bosustow

### Bästa dokumentära kortfilm
Vinnare:
Benjy - Fred Zinnemann
Övriga nominerade:
One Who Came Back - Owen Crump
The Seeing Eye - Gordon Hollingshead

### Bästa dokumentärfilm
Vinnare:
Kon-Tiki - Olle Nordemar
Övriga nominerade:
Jag var kommunistspion - Bryan Foy

### Heders-Oscar
Gene Kelly
Demonernas port (Japan) bästa utländska film som släpptes i USA 1951

### Irving G. Thalberg Memorial Award
Arthur Freed